# یوشیهیسا ناروسه
یوشیهیسا ناروسه (انگلیسی: Yoshihisa Naruse؛ زادهٔ ۱۳ اکتبر ۱۹۸۵) بازیکن بیس‌بال اهل ژاپن است.